# Comuna de Somonino
Somonino (polaco: Gmina Somonino) é uma gminy (comuna) na Polónia, na voivodia de Pomerânia e no condado de Kartuski. A sede do condado é a cidade de Somonino.
De acordo com os censos de 2004, a comuna tem 9066 habitantes, com uma densidade 80,8 hab/km².

## Área
Estende-se por uma área de 112,27 km², incluindo:
- área agricola: 53%
- área florestal: 36%

## Demografia
Dados de 30 de Junho 2004:
|                      | Total   | Total | Mulheres | Mulheres | Homens  | Homens |
| -------------------- | ------- | ----- | -------- | -------- | ------- | ------ |
|                      | pessoas | %     | pessoas  | %        | pessoas | %      |
| População            | 9066    | 100   | 4463     | 49,2     | 4603    | 50,8   |
| Densidade (pop./km²) | 80,8    | 100   | 39,8     | 39,8     | 41      | 41     |

De acordo com dados de 2005, o rendimento médio per capita ascendia a 2101,98 zł.

## Comunas vizinhas
- Kartuzy, Kościerzyna, Nowa Karczma, Przywidz, Stężyca, Żukowo